# Panuaya
Panuaya är en ort i Mexiko.   Den ligger i kommunen Tezontepec de Aldama och delstaten Hidalgo, i den sydöstra delen av landet, 90 km norr om huvudstaden Mexico City. Panuaya ligger 2 008 meter över havet och antalet invånare är 4 392.
Terrängen runt Panuaya är platt åt sydost, men åt nordväst är den kuperad. Runt Panuaya är det ganska tätbefolkat, med 214 invånare per kvadratkilometer. Närmaste större samhälle är Tezontepec de Aldama, 0,60 km sydväst om Panuaya. Trakten runt Panuaya består till största delen av jordbruksmark.